# Začarovaná třída
Začarovaná třída je dětská kniha, kterou napsala Ivona Březinová. Kniha vznikla v roce 1998 a poprvé byla vydána v roce 2002. Od té doby má kniha na kontě pět vydání. Autorka v ní zkombinovala pohádkové motivy s vyobrazením realistického života, jehož prostřednictvím upozorňuje na problematiku předsudků k romským žákům. Dílo je určeno pro dětské a začínající čtenáře. Knihu doplnil ilustracemi hudebník a výtvarník Jaromír František Palme. 

## Děj
Klidný život ve třídě 3. A se rychle a radikálně změní nástupem tří bratrů, kteří se jmenují Čáryfuk, Máryfuk a Podkočárník Magrošovi. Sourozenci pocházejí z romské rodiny, jež právě přijela do města za novými kouzelnickými vystoupeními. Kluci po otci podědili kouzelnické dovednosti, kterými od této chvíle ozvláštňují vyučovací hodiny ve třídě 3. A.
Sourozenci se snaží zapadnout do své nové třídy a občas narazí na nevhodné poznámky od svých spolužáků, které děti slyší doma. Kluci se ale nenechají odbýt a s dětmi si začínají čím dál tím více rozumět. Společně zažívají spoustu legrace, jelikož bratři dokáží zpestřit každou chvíli ve školních lavicích. Jednu chvíli kolem žáků běhají oživlá zvířata z hodiny výtvarné výchovy a za chvíli všichni společně bruslí ve třídě na vyčarovaném ledu, protože se zrovna učili o pevném skupenství vody.
Ve třídě se objeví i první láska a smutek ze zlomeného srdce. Tato zpočátku zdánlivě roztomilá zápletka ale postupně graduje. Vše se na konci vysvětlí a všem přinese ponaučení. Kluci Magrošovi nejsou v učení nejlepší a jsou spíše pozadu. Paní učitelka se však v každém z nich snaží najít jeho nadání. O nadání kluků Čáryfuka, Máryfuka a Podkočárníka se se čtenář dozví v poslední kapitole a tím je kniha pozitivně ukončena.

## Přijetí díla a interpretace
V roce, kdy kniha vyšla, tedy v roce 2002, získala cenu Zlatá stuha, kterou jsou každoročně oceňovaní spisovatelé dětské literatury. Dále byla kniha nominována na cenu Magnesia Litera 2003. Největším úspěchem knihy Začarované třída je bezesporu zápis na Čestnou listinu IBBY v roce 2004.
Kromě výše zmíněných úspěchů kniha vyšla také v šesti dalších jazycích – ve francouzštině, slovenštině, slovinštině, maďarštině, němčině, srbštině a v neposlední řadě i v romštině.
Autorka pracuje s humorem, do kterého vkládá předsudky většiny. To vše pak promítne v charakteristice hlavních hrdinů, kteří se musí potýkat s narážkami různého typu. Bratři se na konci knihy stěhují, ale za nimi zůstává třída 3. A, která změnila své postoje.
V roce 2011 se kniha znovu dostala do středu pozornosti, když vládní zmocněnkyně pro lidská práva Monika Šimůnková zkritizovala jako nevhodné a rasistické využití úryvku z textu v čítance pro druhou třídu. Ivona Březinová se bránila tvrzením, že „rasistická“ tvrzení, která se ve vyprávění objevují, jsou naopak ilustrací toho, jak snadno mohou lidé bezmyšlenkovitě přejímat rasistické stereotypy. Dodala přitom, že Muzeum romské kultury považovalo danou pasáž za „velmi šťastnou volbu“ pro čítanku.